# Resolution 1704 des UN-Sicherheitsrates

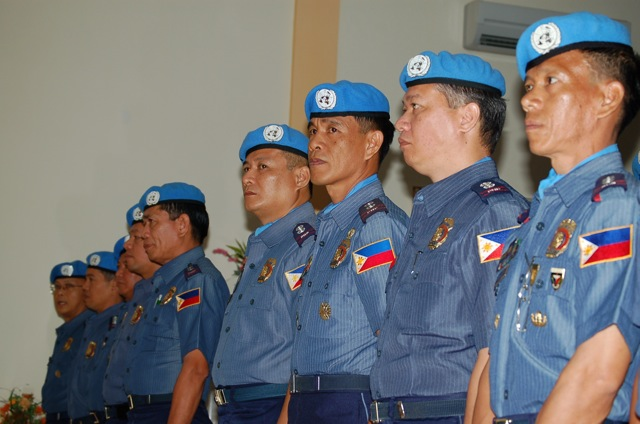
UNMIT-Angehörige aus den Philippinen in Osttimor

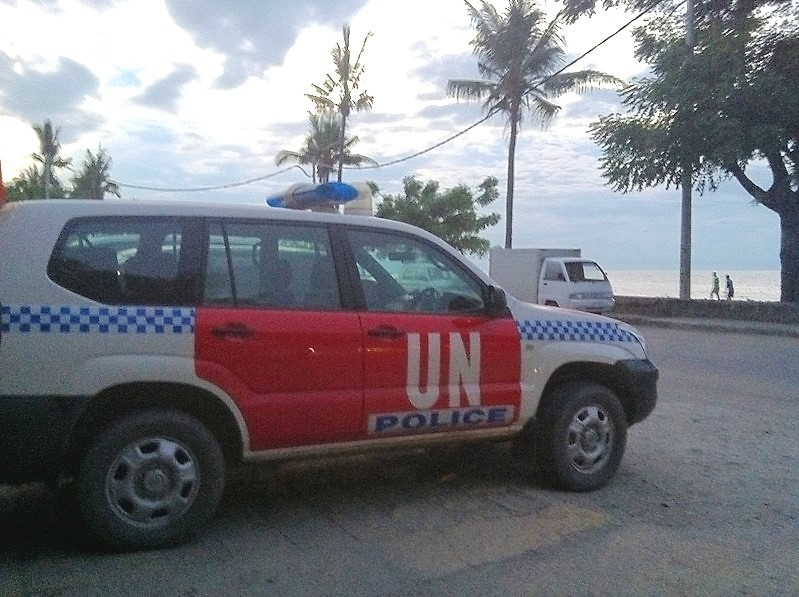
UN-Polizeiwagen in Dili

Die Resolution 1704 des UN-Sicherheitsrates ist eine Resolution zur Situation in Osttimor, die der Sicherheitsrat der Vereinten Nationen am 25. August 2006 auf seiner 5516. Sitzung einstimmig angenommen hat.
Mit der Resolution entschied sich der Sicherheitsrat, das Büro der Vereinten Nationen in Osttimor (UNOTIL) durch die Integrierte Mission der Vereinten Nationen in Timor-Leste (UNMIT) zu ersetzen. Die Dauer der Mission wurde auf zunächst sechs Monate und ihre Stärke auf anfänglich 34 militärische Verbindungsoffiziere, bis zu 1608 Polizeiangehörigen und eine ausreichend Zahl von zivilen Mitarbeitern festgelegt. Japan hatte die Resolution als Reaktion auf den Bericht des UN-Generalsekretärs vom 8. August 2006 (Dokument S/2006/628) eingebracht, in dem eine „multidimensionale und integrierte“ Mission vorgeschlagen worden war.
Der Sicherheitsrat berief sich auf seine früheren Resolutionen zu Osttimor, speziell die Resolutionen 1599, 1624, 1690 und 1703 und stellte fest, dass auch nach der Bildung der neuen Regierung in Osttimor die politische und humanitäre Situation, die fragile Sicherheitslage und die hohe Zahl der Flüchtlinge innerhalb des Landes Grund zur Besorgnis gibt.
Der Sicherheitsrat, der von den Briefen des Ministerpräsidenten Osttimors an den Generalsekretär vom 4. August 2006, vom 9. August 2006 und vom 11. August 2006 Kenntnis genommen hatte, betonte die Souveränität, Unabhängigkeit, territoriale Integrität sowie die nationale Einheit Osttimors und begrüßte die Stationierung von internationalen Sicherheitskräften durch Portugal, Australien, Neuseeland und Malaysia. Von den für 2007 geplanten Parlaments- und Präsidentschaftswahlen erwartete er einen Schritt zur Stärkung der Demokratie und betonte die Notwendigkeit, die Beteiligten an den schweren Menschenrechtsverletzungen 1999 in Osttimor glaubwürdig zur Verantwortung zu ziehen.
Das Mandat von UNMIT umfasst die Aufgaben
- Unterstützung der Regierung und anderer relevanter Institutionen auf dem Weg zu einer nationalen Versöhnung;
- Unterstützung Osttimors bei der Vorbereitung und Durchführung der Wahlen im Jahre 2007;
- Wiederherstellung und Beibehaltung der öffentlichen Sicherheit durch Unterstützung der osttimorischen Polizei und des Innenministeriums bei der Durchsetzung der Ordnung, durch Training und Hilfe beim Aufbau;
- Stationierung von bewaffneten Polizeitruppen der Vereinten Nationen in drei Grenzbezirken;
- Assistenz bei einer Reform des Sicherheitsapparates, einschließlich der Verteidigungskräfte Osttimors, dem Verteidigungsministerium, der Polizei und dem Innenministerium;
- Hilfe beim Aufbau des Justizwesens und der Koordinierung osttimorischer mit internationalen Stellen;
- Hilfe bei der Stärkung der Kontrolle der Menschenrechte und der Rechte von Frauen und Kindern, sowie die Berichterstattung darüber an den Sicherheitsrat;
- Sorge um die Bedürftigen und Obdachlose und deren Rückführung;
- Umsetzung der Empfehlungen des Generalsekretärs bei der Verfolgung und Bestrafung von schweren Menschenrechtsverletzungen im Jahre 1999 (siehe: Kirchenmassaker von Liquiçá);
- Zusammenarbeit und Koordination mit Einrichtungen und Programmen der Vereinten Nationen;
- Entwicklung eines Programmes der Gleichheit der Geschlechter;
- Information der Osttimorer über die bevorstehenden Wahlen und Hilfe beim Aufbau der Medien;
- Sicherstellung der Bewegungsfreiheit und Schutz von Ausrüstung, Einrichtungen und Personal der Vereinten Nationen und
- Beobachtung und Überprüfung der vorgenannten Aufgaben.

Die im Lande auf Einladung der osttimorischen Regierung anwesenden internationalen Sicherheitskräfte wurden aufgefordert, mit UNMIT vollständig zusammenzuarbeiten und von allen politischen Seiten in Osttimor wurde verlangt, die Sicherheit und Bewegungsfreiheit von UNMIT und dem assoziierten Personal in Osttimor zu gewähren.
Die Resolution empfiehlt der Regierung Osttimors, Gesetze zu erlassen, aufgrund deren die geplanten Wahlen frei und fair überwacht, organisiert und durchgeführt werden können und ersucht die Weltgemeinschaft bei der Wahlvorbereitung mitzuwirken. Die Regierungen von Indonesien und Osttimor werden ermuntert, die Zusammenarbeit in der Kommission für Wahrheit und Freundschaft fortzusetzen, sowie auf die vollständige Anerkennung der Prinzipien der Menschenrechte hinzuarbeiten.
Vom Generalsekretär wurde verlangt, spätestens am 1. Februar 2007 einen Bericht über die Fortschritte bei der Vorbereitung der Wahlen und die Umsetzung des Mandates von UNMIT zu erstellen sowie gegebenenfalls Änderungsvorschläge zu machen.